# Wyprawa dookoła Galii
Wyprawa dookoła Galii (fr. Le Tour de Gaule d’Astérix) – piąty album komiksu o przygodach Gala Asteriksa autorstwa René Goscinnego (scenariusz) i Alberta Uderzo (rysunki).
Komiks ukazywał się początkowo w odcinkach, na łamach francuskiego czasopisma Pilote, w 1963. Został wydany w formie albumu w 1965 r.
Pierwsze polskie wydanie (w tłumaczeniu Jolanty Sztuczyńskiej) pochodzi z 1992 r.

## Fabuła
Lucjusz Asparagus, wysłannik Cezara, zjawia się w obozie Delirium, by użyć stacjonujących tam wojsk rzymskich do zaatakowania Galów. Gdy starcie zbrojne kończy się klęską, Asparagus nakazuje wzniesienie palisady wokół wioski.
Asteriks oświadcza Rzymianinowi, że palisada nie powstrzyma Galów. Zakłada się z Asparagusem, że nie tylko sforsuje barierę, ale także objedzie całą Galię, zgromadzi specjały kulinarne z każdego regionu i zorganizuje bankiet. Rzymianin przyjmuje wyzwanie, obiecując, że jeśli wyprawa dookoła Galii zakończy się sukcesem, zwinie oblężenie i zamelduje Cezarowi o swojej klęsce.
Asteriks wytycza trasę podróży i w towarzystwie Obeliksa wyrusza w drogę. Po piętach depczą im patrole rzymskie, zawiadomione przez Asparagusa o przedsięwzięciu Galów.

## Trasa wyprawy

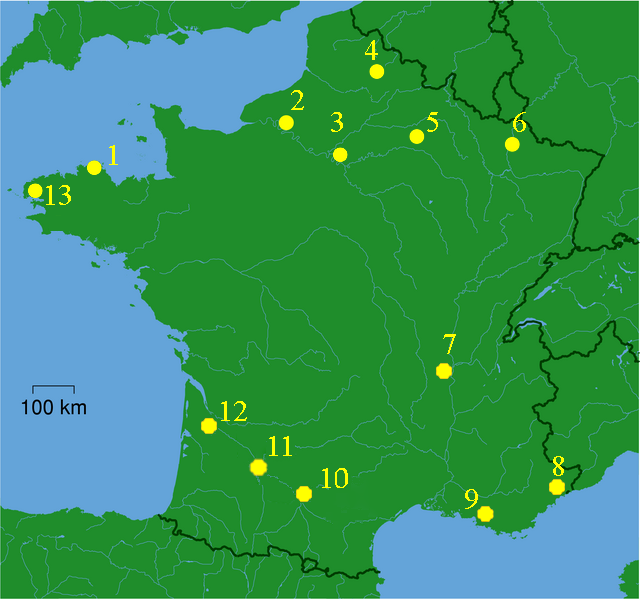
Trasa wyprawy wokół Galii

| Nr | Nazwa miejscowości (łacińska) | Nazwa miejscowości (współczesna) | Specjał kulinarny   |
| -- | ----------------------------- | -------------------------------- | ------------------- |
| 1  | Wioska Galów                  | Wioska Galów                     |                     |
| 2  | Rotomagus                     | Rouen                            |                     |
| 3  | Lutecja                       | Paryż                            | szynka              |
| 4  | Camaracum                     | Cambrai                          | głupstwa (słodycze) |
| 5  | Rheims                        | Reims                            | wino musujące       |
| 6  | Divodurum                     | Metz                             |                     |
| 7  | Lugundum                      | Lyon                             | kiełbasa i pulpety  |
| 8  | Nicae                         | Nicea                            | sałata              |
| 9  | Massilia                      | Marsylia                         | zupa rybna          |
| 10 | Tolosa                        | Tuluza                           | kiełbaski           |
| 11 | Aginum                        | Agen                             | suszone śliwki      |
| 12 | Burdigala                     | Bordeaux                         | ostrygi i wino      |
| 13 | Gesocribatum                  | Conquet                          |                     |

## Nawiązania
- sceny z Marsylii są nawiązaniem do scen z filmów na podstawie sztuk teatralnych z tzw. trylogii marsylskiej Marcela Pagnola[4],
- prefekt Lugundum, Jeszczeprzydatniusz, jest karykaturą Petera Ustinova w roli Nerona z filmu Quo vadis (1951)[5],